# INXS/Auszeichnungen für Musikverkäufe

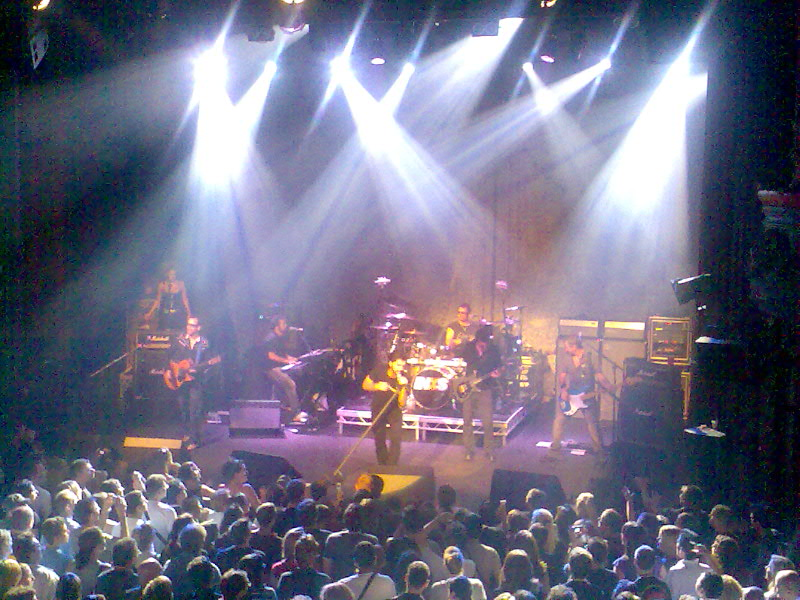
INXS (2007)

Dies ist eine Übersicht über die Auszeichnungen für Musikverkäufe der australischen Rockband INXS. Die Auszeichnungen finden sich nach ihrer Art (Gold, Platin usw.), nach Staaten getrennt in chronologischer Reihenfolge, geordnet sowie nach den Tonträgern selbst, ebenfalls in chronologischer Reihenfolge, getrennt nach Medium (Alben, Singles usw.), wieder.

## Auszeichnungen
| - Vereinigtes Königreich - 2022: für die Single New Sensation - 2023: für die Single Mystify - Argentinien - 2002: für das Album Definitive - Australien - 1986: für die Single Good Times - 1990: für das Videoalbum In Search of Excellence - 1990: für das Videoalbum Kick The Video Flick - 1990: für das Videoalbum Living INXS - 1990: für die Single Suicide Blonde - 1992: für das Album Welcome To Wherever You Are - 1993: für das Album Full Moon, Dirty Hearts - 2002: für das Album The Years 1979–1997 - 2014: für die Single Don’t Change - 2014: für die Single Need You Tonight - Belgien - 1995: für das Album The Greatest Hits - Dänemark - 2024: für die Single Need You Tonight - Deutschland - 1991: für das Album Kick - 1992: für das Album X - 1995: für das Album The Greatest Hits - Hongkong - 1989: für das Album Kick - Italien - 2024: für die Single Need You Tonight - Kanada - 1993: für das Album Welcome To Wherever You Are - 1997: für das Album Elegantly Wasted - 2006: für die Single Pretty Vegas - Neuseeland - 1987: für die Single Good Times - 1990: für die Single Suicide Blonde - Niederlande - 1988: für das Album Kick - Schweden - 1992: für das Album X - 1993: für das Album Welcome To Wherever You Are - Schweiz - 1993: für das Album Welcome To Wherever You Are - 1993: für das Album Live Baby Live - 1995: für das Album The Greatest Hits - Spanien - 2024: für die Single Need You Tonight - Vereinigte Staaten - 1988: für das Album Shabooh Shoobah - 1990: für die Single Suicide Blonde - 1991: für das Videoalbum Greatest Video Hits 1980-1990 - 2006: für das Videoalbum Rock Star: INXS The DVD - 2006: für die Single Pretty Vegas - 2006: für das Album The Best of - Vereinigtes Königreich - 1992: für das Album Welcome To Wherever You Are - 1993: für das Album Full Moon, Dirty Hearts - 2013: für das Album Definitive - 2016: für das Album The Very Best | - Frankreich - 1995: für das Album The Greatest Hits - Argentinien - 1994: für das Album The Greatest Hits - Australien - 1990: für das Videoalbum The Swing and Other Stories - 1991: für das Album Live Baby Live - 2003: für das Album Definitive - 2006: für das Album Switch - 2014: für das Album Live at Wembley Stadium 1991 - Frankreich - 1988: für das Album Kick - 1993: für das Album X - Kanada - 2005: für das Album Switch - 2005: für das Videoalbum Rock Star: INXS The DVD - Neuseeland - 1991: für das Album X - 1995: für das Album The Greatest Hits - 2005: für das Album Definitive - 2015: für das Album The Very Best - 2022: für die Single New Sensation - Schweiz - 1991: für das Album X - 1998: für das Album Kick - Spanien - 1988: für das Album Kick - Vereinigte Staaten - 1989: für das Videoalbum Kick The Video Flick - 1997: für das Album Welcome To Wherever You Are - 1998: für das Album The Greatest Hits - 1998: für das Album Live Baby Live - 2001: für das Album The Swing - Vereinigtes Königreich - 1991: für das Album X - 1994: für das Album The Greatest Hits - 2023: für die Single Need You Tonight - 2024: für die Single Never Tear Us Apart | - Australien - 1990: für das Album X - 1996: für das Album Shabooh Shoobah - 1996: für das Album The Greatest Hits - 2007: für das Videoalbum I’m Looking - Europa - 2001: für das Album The Greatest Hits - Kanada - 1991: für das Album X - Neuseeland - 1985: für das Album The Swing - 1986: für das Album Listen Like Thieves - 2006: für das Album Switch - Vereinigte Staaten - 1997: für das Album Listen Like Thieves - 1997: für das Album X - Australien - 2016: für das Videoalbum Live Baby Live - Neuseeland - 2024: für die Single Never Tear Us Apart - 2024: für die Single Need You Tonight - Vereinigtes Königreich - 1989: für das Album Kick - Australien - 1996: für das Album Listen Like Thieves - Australien - 1996: für das Album The Swing - 2020: für die Single Never Tear Us Apart - Neuseeland - 1989: für das Album Kick - Vereinigte Staaten - 1997: für das Album Kick - Australien - 1996: für das Album Kick - Australien - 2020: für das Album The Very Best - Kanada - 1991: für das Album Kick |

## Auszeichnungen nach Alben

### Shabooh Shoobah
| Land/Region               | Auszeichnungen für Musikverkäufe (Land/Region, Auszeichnung, Verkäufe) | Verkäufe |
| ------------------------- | ---------------------------------------------------------------------- | -------- |
| Australien (ARIA)         | 2× Platin                                                              | 140.000  |
| Vereinigte Staaten (RIAA) | Gold                                                                   | 500.000  |
| Insgesamt                 | 1× Gold · 2× Platin ·                                                  | 640.000  |

### The Swing
| Land/Region               | Auszeichnungen für Musikverkäufe (Land/Region, Auszeichnung, Verkäufe) | Verkäufe  |
| ------------------------- | ---------------------------------------------------------------------- | --------- |
| Australien (ARIA)         | 5× Platin                                                              | 350.000   |
| Neuseeland (RMNZ)         | 2× Platin                                                              | 40.000    |
| Vereinigte Staaten (RIAA) | Platin                                                                 | 1.000.000 |
| Insgesamt                 | 8× Platin ·                                                            | 1.390.000 |

### Listen Like Thieves
| Land/Region               | Auszeichnungen für Musikverkäufe (Land/Region, Auszeichnung, Verkäufe) | Verkäufe  |
| ------------------------- | ---------------------------------------------------------------------- | --------- |
| Australien (ARIA)         | 4× Platin                                                              | 280.000   |
| Neuseeland (RMNZ)         | 2× Platin                                                              | 40.000    |
| Vereinigte Staaten (RIAA) | 2× Platin                                                              | 2.000.000 |
| Insgesamt                 | 8× Platin ·                                                            | 2.320.000 |

### Kick
| Land/Region                  | Auszeichnungen für Musikverkäufe (Land/Region, Auszeichnung, Verkäufe) | Verkäufe  |
| ---------------------------- | ---------------------------------------------------------------------- | --------- |
| Australien (ARIA)            | 7× Platin                                                              | 490.000   |
| Deutschland (BVMI)           | Gold                                                                   | 250.000   |
| Frankreich (SNEP)            | Platin                                                                 | 300.000   |
| Hongkong (IFPI/HKRIA)        | Gold                                                                   | 10.000    |
| Kanada (MC)                  | Diamant                                                                | 1.000.000 |
| Neuseeland (RMNZ)            | 6× Platin                                                              | 120.000   |
| Niederlande (NVPI)           | Gold                                                                   | 50.000    |
| Schweiz (IFPI)               | Platin                                                                 | 50.000    |
| Spanien (Promusicae)         | Platin                                                                 | 100.000   |
| Vereinigte Staaten (RIAA)    | 6× Platin                                                              | 6.000.000 |
| Vereinigtes Königreich (BPI) | 3× Platin                                                              | 900.000   |
| Insgesamt                    | 3× Gold · 25× Platin · 1× Diamant ·                                    | 9.270.000 |

### X
| Land/Region                  | Auszeichnungen für Musikverkäufe (Land/Region, Auszeichnung, Verkäufe) | Verkäufe  |
| ---------------------------- | ---------------------------------------------------------------------- | --------- |
| Australien (ARIA)            | 2× Platin                                                              | 140.000   |
| Deutschland (BVMI)           | Gold                                                                   | 250.000   |
| Frankreich (SNEP)            | Platin                                                                 | 300.000   |
| Kanada (MC)                  | 2× Platin                                                              | 200.000   |
| Neuseeland (RMNZ)            | Platin                                                                 | 20.000    |
| Schweden (IFPI)              | Gold                                                                   | 50.000    |
| Schweiz (IFPI)               | Platin                                                                 | 50.000    |
| Vereinigte Staaten (RIAA)    | 2× Platin                                                              | 2.000.000 |
| Vereinigtes Königreich (BPI) | Platin                                                                 | 300.000   |
| Insgesamt                    | 2× Gold · 10× Platin ·                                                 | 3.310.000 |

### Live Baby Live
| Land/Region               | Auszeichnungen für Musikverkäufe (Land/Region, Auszeichnung, Verkäufe) | Verkäufe  |
| ------------------------- | ---------------------------------------------------------------------- | --------- |
| Australien (ARIA)         | Platin                                                                 | 70.000    |
| Schweiz (IFPI)            | Gold                                                                   | 25.000    |
| Vereinigte Staaten (RIAA) | Platin                                                                 | 1.000.000 |
| Insgesamt                 | 1× Gold · 2× Platin ·                                                  | 1.095.000 |

### Welcome to Wherever You Are
| Land/Region                  | Auszeichnungen für Musikverkäufe (Land/Region, Auszeichnung, Verkäufe) | Verkäufe  |
| ---------------------------- | ---------------------------------------------------------------------- | --------- |
| Australien (ARIA)            | Gold                                                                   | 35.000    |
| Kanada (MC)                  | Gold                                                                   | 50.000    |
| Schweden (IFPI)              | Gold                                                                   | 50.000    |
| Schweiz (IFPI)               | Gold                                                                   | 25.000    |
| Vereinigte Staaten (RIAA)    | Platin                                                                 | 1.000.000 |
| Vereinigtes Königreich (BPI) | Gold                                                                   | 100.000   |
| Insgesamt                    | 5× Gold · 1× Platin ·                                                  | 1.260.000 |

### Full Moon, Dirty Hearts
| Land/Region                  | Auszeichnungen für Musikverkäufe (Land/Region, Auszeichnung, Verkäufe) | Verkäufe |
| ---------------------------- | ---------------------------------------------------------------------- | -------- |
| Australien (ARIA)            | Gold                                                                   | 35.000   |
| Vereinigtes Königreich (BPI) | Gold                                                                   | 100.000  |
| Insgesamt                    | 2× Gold ·                                                              | 135.000  |

### Elegantly Wasted
| Land/Region | Auszeichnungen für Musikverkäufe (Land/Region, Auszeichnung, Verkäufe) | Verkäufe |
| ----------- | ---------------------------------------------------------------------- | -------- |
| Kanada (MC) | Gold                                                                   | 50.000   |
| Insgesamt   | 1× Gold ·                                                              | 50.000   |

### The Greatest Hits
| Land/Region                  | Auszeichnungen für Musikverkäufe (Land/Region, Auszeichnung, Verkäufe) | Verkäufe  |
| ---------------------------- | ---------------------------------------------------------------------- | --------- |
| Argentinien (CAPIF)          | Platin                                                                 | 60.000    |
| Australien (ARIA)            | 2× Platin                                                              | 140.000   |
| Belgien (BRMA)               | Gold                                                                   | (25.000)  |
| Deutschland (BVMI)           | Gold                                                                   | (250.000) |
| Europa (IFPI)                | 2× Platin                                                              | 2.000.000 |
| Frankreich (SNEP)            | 2× Gold                                                                | (200.000) |
| Neuseeland (RMNZ)            | Platin                                                                 | 15.000    |
| Schweiz (IFPI)               | Gold                                                                   | (25.000)  |
| Vereinigte Staaten (RIAA)    | Platin                                                                 | 1.000.000 |
| Vereinigtes Königreich (BPI) | Platin                                                                 | (300.000) |
| Insgesamt                    | 5× Gold · 8× Platin ·                                                  | 3.240.000 |

### The Best of
| Land/Region               | Auszeichnungen für Musikverkäufe (Land/Region, Auszeichnung, Verkäufe) | Verkäufe |
| ------------------------- | ---------------------------------------------------------------------- | -------- |
| Vereinigte Staaten (RIAA) | Gold                                                                   | 500.000  |
| Insgesamt                 | 1× Gold ·                                                              | 500.000  |

### Definitive
| Land/Region                  | Auszeichnungen für Musikverkäufe (Land/Region, Auszeichnung, Verkäufe) | Verkäufe |
| ---------------------------- | ---------------------------------------------------------------------- | -------- |
| Argentinien (CAPIF)          | Gold                                                                   | 20.000   |
| Australien (ARIA)            | Platin                                                                 | 70.000   |
| Neuseeland (RMNZ)            | Platin                                                                 | 15.000   |
| Vereinigtes Königreich (BPI) | Gold                                                                   | 100.000  |
| Insgesamt                    | 2× Gold · 2× Platin ·                                                  | 205.000  |

### The Years 1979–1997
| Land/Region       | Auszeichnungen für Musikverkäufe (Land/Region, Auszeichnung, Verkäufe) | Verkäufe |
| ----------------- | ---------------------------------------------------------------------- | -------- |
| Australien (ARIA) | Gold                                                                   | 35.000   |
| Insgesamt         | 1× Gold ·                                                              | 35.000   |

### Switch
| Land/Region       | Auszeichnungen für Musikverkäufe (Land/Region, Auszeichnung, Verkäufe) | Verkäufe |
| ----------------- | ---------------------------------------------------------------------- | -------- |
| Australien (ARIA) | Platin                                                                 | 70.000   |
| Kanada (MC)       | Platin                                                                 | 100.000  |
| Neuseeland (RMNZ) | 2× Platin                                                              | 30.000   |
| Insgesamt         | 4× Platin ·                                                            | 200.000  |

### The Very Best
| Land/Region                  | Auszeichnungen für Musikverkäufe (Land/Region, Auszeichnung, Verkäufe) | Verkäufe |
| ---------------------------- | ---------------------------------------------------------------------- | -------- |
| Australien (ARIA)            | Diamant                                                                | 500.000  |
| Neuseeland (RMNZ)            | Platin                                                                 | 15.000   |
| Vereinigtes Königreich (BPI) | Gold                                                                   | 100.000  |
| Insgesamt                    | 1× Gold · 1× Platin · 1× Diamant ·                                     | 615.000  |

### Live at Wembley Stadium 1991
| Land/Region       | Auszeichnungen für Musikverkäufe (Land/Region, Auszeichnung, Verkäufe) | Verkäufe |
| ----------------- | ---------------------------------------------------------------------- | -------- |
| Australien (ARIA) | Platin                                                                 | 70.000   |
| Insgesamt         | 1× Platin ·                                                            | 70.000   |

## Auszeichnungen nach Singles

### Don’t Change
| Land/Region       | Auszeichnungen für Musikverkäufe (Land/Region, Auszeichnung, Verkäufe) | Verkäufe |
| ----------------- | ---------------------------------------------------------------------- | -------- |
| Australien (ARIA) | Gold                                                                   | 35.000   |
| Insgesamt         | 1× Gold ·                                                              | 35.000   |

### Good Times
| Land/Region       | Auszeichnungen für Musikverkäufe (Land/Region, Auszeichnung, Verkäufe) | Verkäufe |
| ----------------- | ---------------------------------------------------------------------- | -------- |
| Australien (ARIA) | Gold                                                                   | 35.000   |
| Neuseeland (RMNZ) | Gold                                                                   | 10.000   |
| Insgesamt         | 2× Gold ·                                                              | 45.000   |

### Need You Tonight
| Land/Region                  | Auszeichnungen für Musikverkäufe (Land/Region, Auszeichnung, Verkäufe) | Verkäufe |
| ---------------------------- | ---------------------------------------------------------------------- | -------- |
| Australien (ARIA)            | Gold                                                                   | 35.000   |
| Dänemark (IFPI)              | Gold                                                                   | 45.000   |
| Italien (FIMI)               | Gold                                                                   | 50.000   |
| Neuseeland (RMNZ)            | 3× Platin                                                              | 90.000   |
| Spanien (Promusicae)         | Gold                                                                   | 30.000   |
| Vereinigtes Königreich (BPI) | Platin                                                                 | 600.000  |
| Insgesamt                    | 4× Gold · 4× Platin ·                                                  | 850.000  |

### New Sensation
| Land/Region                  | Auszeichnungen für Musikverkäufe (Land/Region, Auszeichnung, Verkäufe) | Verkäufe |
| ---------------------------- | ---------------------------------------------------------------------- | -------- |
| Neuseeland (RMNZ)            | Platin                                                                 | 30.000   |
| Vereinigtes Königreich (BPI) | Silber                                                                 | 200.000  |
| Insgesamt                    | 1× Silber · 1× Platin ·                                                | 230.000  |

### Never Tear Us Apart
| Land/Region                  | Auszeichnungen für Musikverkäufe (Land/Region, Auszeichnung, Verkäufe) | Verkäufe  |
| ---------------------------- | ---------------------------------------------------------------------- | --------- |
| Australien (ARIA)            | 5× Platin                                                              | 350.000   |
| Neuseeland (RMNZ)            | 3× Platin                                                              | 90.000    |
| Vereinigtes Königreich (BPI) | Platin                                                                 | 600.000   |
| Insgesamt                    | 9× Platin ·                                                            | 1.040.000 |

### Mystify
| Land/Region                  | Auszeichnungen für Musikverkäufe (Land/Region, Auszeichnung, Verkäufe) | Verkäufe |
| ---------------------------- | ---------------------------------------------------------------------- | -------- |
| Vereinigtes Königreich (BPI) | Silber                                                                 | 200.000  |
| Insgesamt                    | 1× Silber ·                                                            | 200.000  |

### Suicide Blonde
| Land/Region               | Auszeichnungen für Musikverkäufe (Land/Region, Auszeichnung, Verkäufe) | Verkäufe |
| ------------------------- | ---------------------------------------------------------------------- | -------- |
| Australien (ARIA)         | Gold                                                                   | 35.000   |
| Neuseeland (RMNZ)         | Gold                                                                   | 10.000   |
| Vereinigte Staaten (RIAA) | Gold                                                                   | 500.000  |
| Insgesamt                 | 3× Gold ·                                                              | 545.000  |

### Pretty Vegas
| Land/Region               | Auszeichnungen für Musikverkäufe (Land/Region, Auszeichnung, Verkäufe) | Verkäufe |
| ------------------------- | ---------------------------------------------------------------------- | -------- |
| Kanada (MC)               | Gold                                                                   | 10.000   |
| Vereinigte Staaten (RIAA) | Gold                                                                   | 500.000  |
| Insgesamt                 | 2× Gold ·                                                              | 510.000  |

## Auszeichnungen nach Videoalben

### The Swing and Other Stories
| Land/Region       | Auszeichnungen für Musikverkäufe (Land/Region, Auszeichnung, Verkäufe) | Verkäufe |
| ----------------- | ---------------------------------------------------------------------- | -------- |
| Australien (ARIA) | Platin                                                                 | 15.000   |
| Insgesamt         | 1× Platin ·                                                            | 15.000   |

### Living INXS
| Land/Region       | Auszeichnungen für Musikverkäufe (Land/Region, Auszeichnung, Verkäufe) | Verkäufe |
| ----------------- | ---------------------------------------------------------------------- | -------- |
| Australien (ARIA) | Gold                                                                   | 7.500    |
| Insgesamt         | 1× Gold ·                                                              | 7.500    |

### Kick the Video Flick
| Land/Region               | Auszeichnungen für Musikverkäufe (Land/Region, Auszeichnung, Verkäufe) | Verkäufe |
| ------------------------- | ---------------------------------------------------------------------- | -------- |
| Australien (ARIA)         | Gold                                                                   | 7.500    |
| Vereinigte Staaten (RIAA) | Platin                                                                 | 100.000  |
| Insgesamt                 | 1× Gold · 1× Platin ·                                                  | 107.500  |

### In Search of Excellence
| Land/Region       | Auszeichnungen für Musikverkäufe (Land/Region, Auszeichnung, Verkäufe) | Verkäufe |
| ----------------- | ---------------------------------------------------------------------- | -------- |
| Australien (ARIA) | Gold                                                                   | 7.500    |
| Insgesamt         | 1× Gold ·                                                              | 7.500    |

### Greatest Video Hits 1980–1990
| Land/Region               | Auszeichnungen für Musikverkäufe (Land/Region, Auszeichnung, Verkäufe) | Verkäufe |
| ------------------------- | ---------------------------------------------------------------------- | -------- |
| Vereinigte Staaten (RIAA) | Gold                                                                   | 50.000   |
| Insgesamt                 | 1× Gold ·                                                              | 50.000   |

### Live Baby Live
| Land/Region       | Auszeichnungen für Musikverkäufe (Land/Region, Auszeichnung, Verkäufe) | Verkäufe |
| ----------------- | ---------------------------------------------------------------------- | -------- |
| Australien (ARIA) | 3× Platin                                                              | 45.000   |
| Insgesamt         | 3× Platin ·                                                            | 45.000   |

### I’m Only Looking
| Land/Region       | Auszeichnungen für Musikverkäufe (Land/Region, Auszeichnung, Verkäufe) | Verkäufe |
| ----------------- | ---------------------------------------------------------------------- | -------- |
| Australien (ARIA) | 2× Platin                                                              | 30.000   |
| Insgesamt         | 2× Platin ·                                                            | 30.000   |

### Rock Star: INXS The DVD
| Land/Region               | Auszeichnungen für Musikverkäufe (Land/Region, Auszeichnung, Verkäufe) | Verkäufe |
| ------------------------- | ---------------------------------------------------------------------- | -------- |
| Kanada (MC)               | Platin                                                                 | 10.000   |
| Vereinigte Staaten (RIAA) | Gold                                                                   | 50.000   |
| Insgesamt                 | 1× Gold · 1× Platin ·                                                  | 60.000   |

## Statistik und Quellen
| Land/RegionAuszeichnungen für Musikverkäufe (Land/Region, Auszeichnungen, Verkäufe, Quellen) | Silber     | Gold       | Platin       | Diamant     | Verkäufe    | Quellen |
| -------------------------------------------------------------------------------------------- | ---------- | ---------- | ------------ | ----------- | ----------- | --- |
| Argentinien (CAPIF)                                                                          | —          | Gold1      | Platin1      | —           | 80.000      | capif.org.ar (Memento vom 31. Mai 2011 im Internet Archive) AR2 (Memento vom 6. Juli 2011 im Internet Archive) |
| Australien (ARIA)                                                                            | —          | 10× Gold10 | 37× Platin37 | Diamant1    | 3.027.500   | aria.com.au |
| Belgien (BRMA)                                                                               | —          | Gold1      | —            | —           | 25.000      | ultratop.be |
| Dänemark (IFPI)                                                                              | —          | Gold1      | —            | —           | 45.000      | ifpi.dk |
| Deutschland (BVMI)                                                                           | —          | 3× Gold3   | —            | —           | 750.000     | musikindustrie.de                                                                                              |
| Europa (IFPI)                                                                                | —          | —          | 2× Platin2   | —           | (2.000.000) | ifpi.org (Memento vom 15. Oktober 2013 im Internet Archive)                                                    |
| Frankreich (SNEP)                                                                            | —          | 2× Gold2   | 2× Platin2   | —           | 800.000     | infodisc.fr |
| Hongkong (IFPI/HKRIA)                                                                        | —          | Gold1      | —            | —           | 10.000      | ifpihk.org |
| Italien (FIMI)                                                                               | —          | Gold1      | —            | —           | 50.000      | fimi.it |
| Kanada (MC)                                                                                  | —          | 3× Gold3   | 4× Platin4   | Diamant1    | 1.420.000   | musiccanada.com                                                                                                |
| Neuseeland (RMNZ)                                                                            | —          | 2× Gold2   | 23× Platin23 | —           | 525.000     | aotearoamusiccharts.co.nz NZ2                                                                                  |
| Niederlande (NVPI)                                                                           | —          | Gold1      | —            | —           | 50.000      | nvpi.nl |
| Schweden (IFPI)                                                                              | —          | 2× Gold2   | —            | —           | 100.000     | sverigetopplistan.se                                                                                           |
| Schweiz (IFPI)                                                                               | —          | 3× Gold3   | 2× Platin2   | —           | 175.000     | hitparade.ch                                                                                                   |
| Spanien (Promusicae)                                                                         | —          | Gold1      | Platin1      | —           | 130.000     | elportaldemusica.es ES2                                                                                        |
| Vereinigte Staaten (RIAA)                                                                    | —          | 6× Gold6   | 15× Platin15 | —           | 16.150.000  | riaa.com |
| Vereinigtes Königreich (BPI)                                                                 | 2× Silber2 | 4× Gold4   | 7× Platin7   | —           | 3.500.000   | bpi.co.uk |
| Insgesamt                                                                                    | 2× Silber2 | 42× Gold42 | 94× Platin94 | 2× Diamant2 |             | |